# Рудолф Ойкен
Рудолф Кристоф Ойкен (на немски: Rudolf Christoph Eucken) е германски философ, носител на Нобелова награда за литература за 1908 г.

## Биография
Роден е на 5 януари 1846 г. в Аурих, Кралство Хановер, в семейството на Амо Бакер Ойкен, който работи в пощенско ведомство, и Ида Мария Ойкен, добре образована религиозна жена, дъщеря на свещеник. През ранните години на Рудолф умират неговият баща и единственият му, по-малък брат. След смъртта на баща му в семейството на Рудолф настъпват финансови затруднения. Въпреки това младият Рудолф Ойкен получава добро образование. Той започва да се интересува от философия и религия по време на своето гимназиално обучение. След това отива да учи в Университета в Гьотинген, където изучава древна история и класическа философия. Важен период от живота на Рудолф Ойкен е времето, когато следва в Берлинския университет. Там той е вдъхновен от срещата си с философа Адолф Тренделенбург. Тренделенбург е почитател на философските идеи на Аристотел и неговият начин на мислене по-късно оказва въздействие върху произведенията на Рудолф Ойкен. След като завършва, той защитава докторат по философия в Гьотингенския университет.
В годините след завършването на висшето си образование Ойкен работи като гимназиален учител, а през 1871 г. започва работа като професор по философия в университета в град Базел, Швейцария. През времето, когато работи като преподавател в Базелския университет, Ойкен пише едно от своите най-известни произведения – „Методът на Аристотеловото проучване“.
През 1874 г. става професор по философия в Йенския университет, където преподава до 1920 г. През времето което прекарва там, той пише книгата „Основни концепции на съвременната философска мисъл“ („Die Grundbegriffe der Gegenwart“, 1878), която по-късно е преработена от него и публикувана под заглавието „Основни направления в съвременната мисъл“ („Geistige Stromungen der Gegenwart“, 1908). Друга известна негова книга излиза през 1890 г. – „Възгледи за живота на великите мислители“.
За разлика от произведенията на Рудолф Ойкен, които той пише през първите две десетилетия от писателската си кариера, в по-късните му произведения след 1890 г. липсва историческия елемент, характерен за по-ранното му творчество. В произведенията му след 1890 г. основно място заемат религията и моралните ценности. Писателят посвещава своето творчество на описанието на човешката душевност: човекът има душа и неговото битие в света е връзка между природата и духа. Човекът трябва да превъзмогне недуховното си естество посредством постоянни усилия и да живее в духовното. Рудолф Ойкен нарича това усилие етична борба.
През 1908 г. Рудолф Ойкен е отличен с Нобелова награда за литература „за сериозното търсене на истината, за всепроникващата сила на мисълта му, за широкия му кръгозор, за живостта и убедителността, с които защитава и развива идеалистичната философия“. Получаването на литературната награда от философ е сравнително неочаквано и това, че Ойкен става лауреат на Нобеловата награда за литература, допълнително популяризира идеите, описани в книгите му.
През годините след получаването на наградата Ойкен изнася лекции по философия в някои от най-престижните висши учебни заведения по това време. През 1911 г. чете лекции в Англия, а на следващата година прекартва шест месеца в Харвардския университет. В САЩ философът чете лекции в Смит колидж към Лоуелския институт в Бостън и в Колумбийския университет, където Никълъс Мюрей Батлър, тогавашния президент на университета, организира банкет в негова и на Анри Бергсон чест. При това пътуване Ойкен се запознава с Андрю Карнеги и Теодор Рузвелт.
Ойкен се готви да замине за Япония и Китай, но внезапното начало на Първата световна война осуетява плановете му. По време на войната философът осъжда Англия, обвинявайки я в „зверски егоизъм“, и прави опити да докаже, че Германия не носи отговорност.
През 1916 г. е избран за почетен гражданин на Йена.
Умира на 15 септември 1926 г. в Йена на 80-годишна възраст.

## Семейство
През 1882 г. Ойкен се жени за Ирене Пасов, от която има дъщеря и двама сина.